# Келугерень (Джурджу)
Келугерень, Келугерені (рум. Călugăreni) — село у повіті Джурджу в Румунії. Входить до складу комуни Келугерень.
Село розташоване на відстані 29 км на південь від Бухареста, 31 км на північ від Джурджу.

## Населення
За даними перепису населення 2002 року у селі проживали 1434 особи. Рідною мовою 1433 особи (99,9%) назвали румунську.
Національний склад населення села:
| Національність | Кількість осіб | Відсоток |
| -------------- | -------------- | -------- |
| румуни         | 1403           | 97,8%    |
| цигани         | 30             | 2,1%     |

## Відомі мешканці
Гнат Єрмилович Порохівський (29 січня 1888 — 14 червня 1952) — полковник Армії УНР.